# André Plumot
André Plumot (Antwerpen, 10 februari 1829 – aldaar, 25 april 1906) was een Belgisch realistische kunstschilder gespecialiseerd in genretaferelen, oude interieurs, landschappen en voorstellingen van pluimvee.

## Persoonsgegevens
André Plumot was een zoon van Joannes Baptista Plumot, arbeider, en van Joanna Francisca Van Ishoven, beiden geboren Antwerpenaren. Hij bleef ongehuwd.

## Levensloop
De bron die ons inlicht over het leven van Plumot is het boek Nos Artistes Anversois van Gustave De Graef, verschenen in 1898. Deze auteur bundelde tientallen biografietjes van eigentijdse Antwerpse kunstenaars, gekruid met wetenswaardigheden en faits divers. Gezien de nabijheid van G. De Graef met zijn onderwerp mogen we zijn teksten als geloofwaardig bestempelen

### Vroege jaren
Al van jongs af had Plumot een zwakke gezondheid. In de lagere school tekende hij graag. Toen hij als twaalfjarige een bezoek bracht aan het Museum voor Schone Kunsten te Antwerpen –toen nog in de Venustraat- sterkte dit hem in zijn voornemen om zelf ook kunstenaar te worden. Zijn vader steunde hem hierbij volledig.
Hij werd leerling aan de Koninklijke Academie voor Schone Kunsten van Antwerpen bij de historieschilder Edward Dujardin (1817-1889) en bij Jan Antoon Verschaeren (1803-1863). Tegelijkertijd volgde hij een opleiding bij landschapschilder Henri Van der Poorten (1789-1874) en ging hij een korte periode werken in het atelier van Nicaise De Keyser (1813-1887) op de Ossenmarkt.
Plumot voelde zich door De Keyser als goedkoop hulpje gebruikt en het duurde dan ook niet lang eer hij teleurgesteld het atelier verliet om in de leer te gaan bij een vroegere leerling van De Keyser, Henri Carpentero (1820-1874).
Toen Carpentero naar Nederland vertrok, moest Plumot nogmaals op zoek naar een nieuwe leermeester en kwam zo terecht in het atelier van de Antwerpse figuurschilder Alexandre-Louis Lion (1823-1852) Hij maakt er zijn eerste 'officiële' schilderij De antiquair.
Als 20-jarige beëindigde hij zijn leertijd. Hij verliet de Academie en vervaardigde hoofdzakelijk schilderijen met op de 16de en 17de eeuw geïnspireerde interieurs en figuren. Een lucratief genre dat wel meer Antwerpse kunstenaars in die tijd beoefenden.
Wegens zijn zwakke gezondheid adviseerden artsen hem een langdurig verblijf op het platteland, maar omdat hij zijn zieke moeder niet alleen wilde laten, beperkte hij zich tot regelmatige wandelingen, voornamelijk in de polders.
Steeds meer koos hij de natuur als onderwerp en hij maakte in deze periode veel studies. Tot in de jaren 1860 blijft Plumot echter hoofdzakelijk historische genretaferelen schilderen.

### Kalmthout
De spoorweg ontsloot het gebied tussen Antwerpen en de Nederlandse grens en zo kwam de Kalmthoutse heide in het vizier van de verschillende landschapskunstenaars. In die mate dat men van de Kalmthoutse School is gaan spreken. In de jaren 1860 ontmoette André Plumot in Kalmthout Jacques Rosseels, Isidore Meyers en andere landschapschilders. Met Joseph Van Luppen (1834-1891) reisde hij rond in de Ardennen, waar hij meermaals de vallei van de Maas en verschillende bosgezichten schilderde. Door zijn veelvuldig verblijf in Kalmthout en omgeving ging hij steeds meer interesse voor natuur en dieren tonen. Meer en meer begon hij studies van dieren te schilderen, waarin melkvee en kleinvee (geiten, schapen en pluimvee) aan bod kwamen.

### Geliefd in Amerika
Plumot verkocht veel in de Verenigde Staten. De familie Vanderbilt, de oliemagnaat John Davison Rockefeller (1839-1937) en de latere president Thomas Woodrow Wilson (1856-1924) behoorden er tot zijn cliënteel. Plumot klaagde steevast over de Amerikaanse verkopers van zijn schilderijen, die hij beschuldigde van uitbuiting.
Ondanks zijn successen, bleef Plumot een door ziekte getekend, droevig man, die de laatste jaren van zijn leven teruggetrokken leefde terend op herinneringen.

### Tentoonstellingen
- Salon 1849,Antwerpen : Een gesprek en Een bezoek
- Salon 1852, Antwerpen : De bloemenkrans en Wachtend op een antwoord
- Salon 1855, Antwerpen : De goede herder.
- Wereldtentoonstelling 1876, Philadelphia (USA) (behaalde er een medaille).
- Salon 1878, Brussel

In 1872 werd hij onderscheiden met een diploma en een medaille op een tentoonstelling in Londen. Op een van de Londense tentoonstellingen kocht de Sjah van Perzië van hem een bergachtig landschap met geiten. De Sjah, die vaak naar Europa overkwam, kocht wel meer werk van Europese kunstenaars aan.
De successen bleven elkaar opvolgen. Zo werd hij nog onderscheiden op het Salon van Gent in 1880 (gouden medaille), op de tentoonstelling in New Orleans (USA) in 1884 (onderscheiding), in het Schotse Edinburgh in 1886 (onderscheiding), in Adelaide (Australië) in 1887 (twee diploma's en een medaille) en op de tentoonstelling te Melbourne in 1888 (zilveren medaille). Bovendien werd hij in 1892 benoemd tot ridder in de Leopoldsorde.

### Uitverkoop van atelier na overlijden
Zijn persoonlijke collectie kunstwerken werd op 29 mei 1906 geveild in Zaal Forst te Antwerpen. De catalogus telde 73 werken. Nog in de zaal Forst werden op 23 oktober 1906 nog eens 87 werken openbaar verkocht.

## Musea
- Antwerpen, Koninklijk Museum voor Schone Kunsten (Herderin, kinderen en kleinvee op een houten brugje; 1878; aankoop 1878; en verder nog diverse olieverfstudies naar dieren)
- Kortrijk
- Adelaide (Australië)
- New Orleans (USA)
- Warrington (Groot-Brittannië).